# Mugongomanga
Mugongomanga är en kommun i Burundi. Den ligger i provinsen Bujumbura Rural, i den centrala delen av landet, 21 kilometer öster om Burundis största stad Bujumbura.